# Primogénito (Star Trek: La nueva generación)
"Primogénito" es el episodio 21 de la séptima temporada de la serie de televisión Star Trek: La nueva generación.

## Trama
Fecha estelar 47779.4. Worf está preocupado porque su hijo Alexander no acepta su herencia Klingon. Alexander ha llegado a la edad en que debería declarar su deseo de convertirse en un guerrero Klingon. Sin embargo Worf queda consternado al enterarse de que Alexander no tiene intención de hacer eso.
Mientras están esperando encontrase con la USS Kearsarge, cerca de la nebulosa Vodrey, y después de escuchar las quejas de Worf respecto a la rebeldía de Alexander, el capitán Picard le sugiere a Worf que Alexander debería ser expuesto en forma más profunda a su herencia.
La Enterprise se detiene en Maranga IV para que el padre y el hijo puedan asistir a un festival Klingon. La exposición a la cultura Klingon funciona bien al comienzo. Sin embargo, son asaltados por un trío de ladrones Klingon. Antes de que los asaltantes puedan montar un ataque, un Klingon llamado K’Mtar llega y los hace huir. K’Mtar les revela que es un pariente lejano que ha venido a proteger a Alexander. K’Mtar acompaña a Worf y a Alexander de regreso a la nave, donde los dos rápidamente se hacen amigos. Enterándose del dilema de Alexander, K’Mtar le destaca al niño el valor de convertirse en un guerrero.
K’Mtar acuerda ayudar con el entrenamiento de Alexander. Pero cuando sus intentos iniciales logran escasos resultados, le recomienda a Worf enviar a Alexander a una academia militar Klingon. Cuando Worf se muestra reacio a seguir este consejo, K’Mtar lo amenaza con invocar la ley Klingon y tomar la custodia de Alexander quitándosela a Worf.
Worf y K’Mtar discuten hasta que Alexander les recuerda ásperamente que él es parte humano por el lado de su madre. Tanto Worf como K’Mtar rápidamente refutan esa afirmación, insistiendo en que Alexander debe aceptar totalmente la forma de vida Klingon. Sin embargo, no se ponen de acuerdo en quién dbería terminar la educación de Alexander. Worf se pone furioso cuando K’Mtar insinúa que él es un mal padre y ardientemente le contesta a K’Mtar que es un entrometido.
Mientras que la tripulación de la Enterprise intenta encontrar a quines atacaron a Worf y Alexander en Maranga IV, una daga dejada atrás tiene una marca de la Casa Duras, siguiendo esta pista Riker y la tripulación localizan a las hermanas Duras y las acusan de tratar de asesinar a Worf, pero ellas lo deniegan tajantemente. Cuando se les muestra la daga como evidencia, las hermanas hacen un perturbador descubrimiento… Varias de las marcas en el cuchillo denotan miembros de la familia, incluyendo una para el hijo de Lursa, cosa extraña ya que Lursa sólo hace poco sabe que está embarazada.
Al mismo tiempo Worf descubre a K’Mtar en la habitación de Alexander, listo para matar al niño. Worf ataca a K’Mtar y lo inmoviliza. K’Mtar confiesa que él estuvo detrás del ataque, situación que usó para ganar su confianza. También revela que él es Alexander del futuro y que ha regresado en el tiempo para prevenir el asesinato de Worf.
El Alexander del futuro se culpa a sí mismo por haber permitido que Worf muriera, dado que él nunca escogió la vida de un guerrero Klingon. Worf se da cuenta de que lo dicho por K’Mtar es cierto y le dice que él moriría feliz si sabe que Alexander ha escogido su propio camino. K’Mtar regresa a su propio tiempo y Worf decide acercarse a su joven hijo con una nueva actitud en el futuro.

### Cameos
- Armin Shimerman hace un breve cameo en este episodio como Quark, un personaje regular de Star Trek: Espacio profundo nueve.